# Maharlu
Maharlu (perz. مهارلو) je slano jezero u pokrajini Fars na jugu Irana. Smješteno je u aluvijalnoj kotlini podno Zagrosa, oko 30 km zapadno od Sarvestana odnosno 10 km jugoistočno od Širaza gdje ga lokalno stanovništvo naziva Slanim jezerom (perz. Darja-je Namak). Maharlu ima površinu do 250 km², dubinu do 2,0 m i zapremninu do 240 milijuna m³, no navedene vrijednosti mogu bitno oscilirati ovisno o godišnjem dobu ili sušama. Nadmorska visina jezera iznosi 1453 m, a vodom ga napajaju rijeke Hošk, Sultanabad-Rud i Nazarabad-Rud, te niz manjih potoka i izvora. Maharlu dijeli slične zemljopisne karakteristike s drugim velikim farskim jezerima poput slatkovodnog Parišana i Aržana odnosno slanog Bahtegana i Taška, no njegove limnološke osobine bitno su različite zbog izrazito visokog stupnja saliniteta (25%).

## Zemljopis
Maharlu se nalazi u jugoistočnom dijelu Zagrosa odnosno u tektonskoj kotlini koja se usporedno s planinskim lancem pruža u smjeru sjeverozapad-jugoistok. Stratigrafski profil njegove podloge sastoji se od gornjeg 15-metarskog sloja oligocenskog žućkastog lapora položenog preko 170-metarskih srednjoeocenskih naslaga sivog vapnenca i dolomita, dok se ispod njih protežu donjoeocenski i paleocenski slojevi sličnog foraminiferskog sastava (Somalina stefaninii, Orbitolites complanatus, Dictyoconus aegyptiensis, Coskinolina liburnica, Rhapydionina urensis). Jugoistočno od jezera nalaze se dvije slane kupole koje sadrže najstarije stijene u široj okolici − npr. plutonite i sedimentne stijene iz proterozoika. Na jugoistoku i istoku Maharlua također se nalaze ležišta gipsa i anhidrita.
Oblik jezera je izdužen i proteže se paralelno s okolnim planinama duljinom od 31 km, a širina mu oscilira od 5,0 km na južnom do 11 km na sjevernom dijelu. Maharlu je omeđen trima planinama − Kuh-e Gare (2730 m) na jugozapadu, Kuh-e Kaftarak (2106 m) na sjeveroistoku i Kuh-e Ahmadi (2744 m) na istoku, te dvama ravnima − širaškom na sjeverozapadu i sarvestanskom na jugoistoku. Litoralni pojas uz dvije potonje aluvijalne zone izrazito je blagog nagiba, a slične geomorfološke karakteristike javljaju se i uz planinske lepeze oblikovane potocima. Ovaj fenomen osobito je izražen kod jugozapadne obale uz Kuh-e Gare, te kod sjeveroistočne obale između Kuh-e Kaftaraka i Kuh-e Ahmadija. Površina Maharlua iznosi do 250 km², a nadmorska visina do 1453 m.
Širaška i sarvestanska ravan predstavljaju jedno od žarišta starovjekovne iranske civilizacije i obiluju arheološkim nalazištima iz ahemenidskog (7. − 4. st. pr. Kr.) i sasanidskog razdoblja (3. − 7. st.), a samo jezero spominje više ranoislamskih zemljopisaca. U djelima Mukadasija imenovan je kao Džankan i pripada okrugu Ardašir-Hureu (Firuzabadu), a Ibn Balhi i H. Mustavfi opisuju ga slanim močvarnim područjem između Širaza i Sarvestana koje poplavi tijekom proljeća. Kasniji širaški povjesničari poput H. M. H. Fasaija i F. Širazija također spominju jezero, ali u vrlo oskudnijoj mjeri. Jedini njihov podatak jest da je imenovano prema naselju Maharlu na južnoj obali koje se povijesno zvalo Mahluja. Perzijanci već gotovo tri tisućljeća predstavljaju većinu stanovništva ove regije.
Obale Maharlua relativno su gusto naseljene i uključuju dvadesetak ruralnih zajednica koje gravitiraju širaškoj odnosno sarvestanskoj aglomeraciji. Uz jugoistočnu ravan smješteni su Sejfabad, Islamabad, Bokat i Pošt-e Par, a uz istu aluvijalnu zonu podno Kuh-e Gare nalaze se i Maharlu, Mahmudabad, Maharlu-Kuhne, te Dovbane. Navedena naselja povezana su cestom 86. Na sjeverozapadnoj obali uz širašku ravan smješten je Barm-e Šur, dok se na segmentnim lepezama podno Kuh-e Kaftaraka nalaze Nilgunak, Babunak i Čae-Širin. Između Kuh-e Kaftaraka i Kuh-e Ahmadi smješten je Gošnekan, a podno potonje planine i Kandinak, Ali-Dovlat, Čae-Andžir, te Kanbari. Većina navedenih naselja gospodarski je orijentirana na poljoprivredu, no važnu ulogu igraju i dvije solane na zapadnoj obali. Središte Širaza od Maharlua je udaljeno 18 km, a prema jezeru gravitiraju velegradska industrijska zona i zračna luka.

## Hidrologija
Maharlu se tradicionalno klasificira pod tzv. Nejriški slijev, jedan od osam unutrašnjih sljevova Iranske visoravni s Bahteganom i Taškom u žarištu, no jezero zapravo predstavlja odvojen slijev niže nadmorske visine i drugačije klime. U hidrološkom i hidrogeološkom smislu Maharlu pripada kompleksnoj krškoj regiji Zagrosa čije paralelne planine predstavljaju antiklinale, dok su aluvijalne kotline položene na njihovim vapnenačkim vodonosnicima. U poprečnom presjeku ovaj reljef ima oblik kaskada − padaline se površinskim otjecanjem provode s planinskih padina do kotlina, a potom u obliku podzemnih voda do susjedne kotline na nižoj razini. Glavna, najniža i ujedno površinom najveća kotlina koja gravitira jezeru obuhvaća širašku i sarvestansku ravan, a na nju se hidrogeološki nadovezuju jedna zapadna i dvije istočne kotline. Razvodnice su na sjeveroistoku određene vrhovima planina Kuh-e Kasr-e Komše, Kuh-e Bamu, Kuh-e Kaftarak, Kuh-e Ahmadi i Kuh-e Mian Džangal koje ga dijele od Nejriškog slijeva, dok ga jugozapadne antiklinale Kuh-e Deraka, Kuh-e Sabz-Pošana i Kuh-e Gare odvajaju od porječja Manda odnosno slijeva Perzijskog zaljeva. Površina Maharluovog slijeva prema različitim procjenama iznosi 4000-4200 km².
Kotlinom prevladava sredozemna klima (Csa) sa suhim ljetima i blagim zimama. Prema podatcima meteorološke postaje u obalnoj Dovbani, područje ima 43 kišnih dana odnosno količinu padalina od 400-800 mm godišnje, a stopa evaporacije je 3-4 puta viša. O velikim klimatskim kontrastima svjedoči da od svibnja do listopada nema padalina, dok ponekad u jednom zimskom mjesecu napada iznad 400 mm. Prosječna godišnja temperatura je 17,3°C, a mraz i snijeg vrlo su rijetki. Glavni pritoci Maharlua su Hošk i Sultanabad-Rud na širaškoj ravni, te Nazarabad-Rud u sarvestanskoj. Prema jezeru također otječe i niz manjih planinskih potoka među kojima je najveći Češme-je Ab-e Garm (dosl. termalni izvor) kod Gošnekana, kao i nekoliko izvora s prosječnim istjekom od 2,4 m³/s. Prosječni stupanj saliniteta od 25% rezultat je prvenstveno dvaju dijapira na jugu, a vrijednost mu tijekom ljeta raste zbog slabljenja istjeka pa komadi soli plutaju po površini. Na opće smanjenje istjeka bitno je utjecao nagli razvoj Širaza i Sarvestana odnosno povećanje potrošnje vode − stručna ispitivanja provedena na prijelazu iz 20. u 21. stoljeće pokazala su da vodostaj u lokalnim bunarima opada za 1,54 m godišnje. Međutim, za razliku od drugih velikih farskih jezera poput Bahtegana, Taška ili Parišana, fenomen povremenog potpunog presušivanja nije prisutan unatoč prosječnoj dubini od svega 0,95 m. Drugi lokalni problem je zagađenje uvjetovano obližnjim industrijskim zonama zbog čega je u jezerskim pritocima zabilježena povećana koncentracija željeza (1000 ppb), kroma (47 ppb), nikla (85 ppb), olova (48 ppb), cinka (35 ppb), mangana (15 ppb), bakra (13 ppb) i kobalta (9 ppb).

## Flora i fauna
Flora Maharlua uvjetovana je sredozemnom klimom, visokim salinitetom i slatkovodnim pritocima. Uz gornji litoralni pojas prevladava sit Juncus maritimus kojeg kod izoliranih slatkovodnih ušća zamjenjuju zone obalnice Aeluropus lagopoides ili šiljevi Cyperus laevigatus, dok neposredno uz same izvore dominiraju mriješnjak Potamogeton pusillus i spirogira Spirogyra fluviatilis. U njihovim koritima prisutne su i višestanične alge Chara tomentosa. Pri donjem litoralnom pojasu prevladavaju razni sukulenti i halofiti kao što su Tamarix, Suaeda, Salicornia europaea i Spergularia marina, te modrozelene alge. Prijelazni pojas između jezera i širaške ravni obuhvaća oko 400 ha močvara u kojima rastu trske i rogozi. Močvare su ranije obuhvaćale i dodatnih 700 ha prema sjeverozapadu, no danas su uglavnom isušene i njihovo se tlo koristi za uzgoj riže, pšenice, ječma, dinja, pamuka i šećerne repe. Planinskim područjima na istoku i jugu prevladava stepski tip vegetacije s rodovima Artemisia i Astragalus, a široko su rasprostranjeni badem i pistacija.
| Zlatokrila utva(Tadorna ferruginea)  |  | Zlatokrila utva(Tadorna ferruginea) |
| Zlatokrila utva (Tadorna ferruginea) |  | Crna liska (Fulica atra)            |

Fauna Maharlua uključuje desetke vrsta ptica stanarica i selica, manji broj vrsta sisavaca, te samo jednu vrstu ribe. Ptice se na jezeru odnosno pripadajućim močvarama skupljaju prvenstveno tijekom zime, a vrste koje broje više od tisuću parova su zlatokrila utva, divlja patka, obični galeb, sivi ždral i patka kreketaljka. Istovremeno se skuplja i iznad stotinu parova šarenih utvi, vlastelica, modronogih sabljarki i malih gusaka, te manji broj parova pjegavih pataka i orlova klokotaša. Kroz kasnu jesen ili rano proljeće, Maharlu je migracijskom stanicom i brojnim drugim vodaricama među kojima se najviše ističe crna liska s više od 170.000 parova. Vrste s više od tisuću parova uključuju patku kržulju, karipskog plamenca, običnog vivka, tankokljunog galeba i patku zviždaru, a one s više od stotinu parova crnog ibisa, patku lastarku, sivu gusku, žalara cirikavca, morskog kulika, dalmatinskog pelikana, bjelorepog vivka, bjelonoktu vjetrušu i crvenonogu prutku. Najmanje su prisutne bijela roda, sijedi žalar, crna roda, kokošica, mala štijoka, mala čigra, čakora i mala šljuka. Tijekom kasnog proljeća odnosno ranog ljeta na jezeru su prisutni i ružičasti pelikan, obična čigra, čaplja žličarka, čapljica voljak, te mala i velika bijela čaplja.
Zbog relativno guste naseljenosti, na obalama Maharlua pojavljuje se ograničen broj sisavaca i uglavnom obitavaju uz padine istočnog Kuh-e Ahmadija. Neke od prisutnih vrsta su sivi vuk, zlatni čagalj, crvena lisica, prugasta hijena, karakal, prašumska mačka, vepar, divlja koza i divlja ovca. U jezeru je zbog visokog saliniteta zabilježena samo jedna vrsta ribe − Aphanius persicus iz porodice Cyprinodontidae. Staništa ove slatkovodne vrste su područja nižeg saliniteta kao što su ušća jezerskih pritoka. Uz Urmiju i Kavir-e Mejkan, Maharlu predstavlja jezero najbogatije artemijom.

## Poveznice
- Zemljopis Irana
- Popis iranskih jezera